# Журжалина, Нина Платоновна
Нина Платоновна Журжалина (5 ноября 1921, Москва, РСФСР — 2015) — советский и российский библиотекарь и библиотековед, Заслуженный работник культуры РСФСР (1975 год). Лауреат Государственной премии СССР в области науки и техники (1981 год) в составе коллектива авторов за цикл работ «Библиотечно-библиографическая классификация» (1960—1978).

## Биография
Родилась 5 ноября 1921 года в Москве. В 1939 году поступила на исторический факультет МГУ, окончила его в 1944 году, в том же году устроилась на работу в Государственную библиотеку им. В. И. Ленина, где заведовала сектором общественных наук отдела справочно-предметных каталогов и являлась главным библиотекарем вплоть до 1989 года, одновременно с этим с 1967 по 1984 год заведовала НИО ББК, затем занимала должность главного редактора ББК.
Скончалась в 2015 году. Похоронена на Ваганьковском кладбище, уч. 48.1.

## Научные работы
Основные научные работы посвящены популяризации Библиотечно-библиографической классификации (ББК). Автор свыше 120 научных работ.